# Готијеј (Мисисипи)
Готијеј (енгл. Gautier) град је у америчкој савезној држави Мисисипи.

## Демографија
По попису из 2010. године број становника је 18.572, што је 6.891 (59,0%) становника више него 2000. године.
| Група             | 2000.         | 2010.          |
| Белци             | 7.733 (66,2%) | 10.866 (58,5%) |
| Афроамериканци    | 3.230 (27,7%) | 6.012 (32,4%)  |
| Азијати           | 150 (1,3%)    | 274 (1,5%)     |
| Хиспаноамериканци | 373 (3,2%)    | 990 (5,3%)     |
| Укупно            | 11.681        | 18.572         |